# Христо Смирненски (булевард в София)
„Христо Смирненски“ е булевард в кв. „Лозенец“, София. Носи името на българския поет Христо Смирненски.
Простира се между бул. „Христо и Евлоги Георгиеви“ (близо до Националния стадион „Васил Левски“) до площад „Велчова завера“ и бул. „Джеймс Баучер“.
Старо име на улицата е „Паскал Паскалев“.

## Обекти
Следните обекти са разположени на бул. „Христо Смирненски“ или в неговия район (от север на юг):
- СГ по строителство, архитектура и геодезия „Христо Ботев“
- Геодезически факултет на УАСГ
- Софийски районен съд
- Българско национално радио
- Университет по архитектура, строителство и геодезия
- Биологически факултет на СУ „Климент Охридски“
- пазар „Стара/Римска стена“
- 19 ЦДГ „Св. София“
- Поликлиника „Лозенец“
- 35 СОУ „Добри Войников“
- читалище „Г. С. Раковски“
- площад „Журналист“ (преди 1990-те години носи името на българска младежка активистка, като до низвергването на съпруга ѝ Георги Чанков от БКП през 1957 г. е пл. „Йорданка Чанкова“, а след това – пл. „Йорданка Николова“)
- Борисова градина – най-големият парк в София
- Посолство на Белгия
- 107 ОУ „Хан Крум“
- площад „Велчова завера“
- Софийска духовна семинария „Св. Йоан Рилски“